# Taihu (sockenhuvudort i Kina, Jiangsu Sheng, lat 31,47, long 120,28)
Taihu (kinesiska: 太湖, 太湖街道) är en sockenhuvudort i Kina. Den ligger i provinsen Jiangsu, i den östra delen av landet, omkring 150 kilometer sydost om provinshuvudstaden Nanjing. Antalet invånare är 88 960. Befolkningen består av 40 772 kvinnor och 48 188 män. Barn under 15 år utgör 9,0 %, vuxna 15-64 år 83 %, och äldre över 65 år 6,0 %.
Runt Taihu är det tätbefolkat, med 762 invånare per kvadratkilometer. Närmaste större samhälle är Wuxi, 10,7 km norr om Taihu. Trakten runt Taihu består till största delen av jordbruksmark.
Genomsnittlig årsnederbörd är 1 613 millimeter. Den regnigaste månaden är augusti, med i genomsnitt 234 mm nederbörd, och den torraste är januari, med 55 mm nederbörd.